# Heflin (Alabama)
Heflin is een plaats (city) in de Amerikaanse staat Alabama, en valt bestuurlijk gezien onder Cleburne County.

## Demografie
Bij de volkstelling in 2000 werd het aantal inwoners vastgesteld op 3002.
In 2006 is het aantal inwoners door het United States Census Bureau geschat op 3412, een stijging van 410 (13,7%).

## Geografie
Volgens het United States Census Bureau beslaat de plaats een oppervlakte van
31,1 km², waarvan 30,6 km² land en 0,5 km² water. Heflin ligt op ongeveer 296 m boven zeeniveau.

## Plaatsen in de nabije omgeving
De onderstaande figuur toont de plaatsen in een straal van 24 km rond Heflin.